# What kind of dance is this
What kind of dance is this is een single van Veronica Unlimited. Die muziekgroep kwam destijds niet aan de opname van een muziekalbum toe. Het nummer kwam wel voor op een Japanse elpee Veronica Sound Shower uit 1981. Het bandje was dan ook alleen maar in het leven geroepen om het 12,5-jarig bestaan van de Nederlandse Top 40, toen Veronica top 40 te vieren. What kind of dance is this is een medley geschreven in discostijl van vier covers:
- Do you wanna dance van Bobby Freeman (wordt niet altijd op het label genoemd)
- A hard day's night geschreven door John Lennon en Paul McCartney van The Beatles,
- Let me in geschreven door Yvonne Baker, eerder gezongen door The Sensations
- Mr. Tambourine Man van Bob Dylan, maar bekendgemaakt door The Byrds.

In de muziek is een aantal jingles van Radio Veronica verwerkt.
De discobewerking was afkomstig van Janschen en Janschens, pseudoniemen voor Hans van Hemert en Piet Souer. Zij schreven zelf de B-kant Ferme la porte. In het Verenigd Koninkrijk verscheen het plaatje op EMI Group, maar werd daar geen hit.
De formule werd later overgenomen door Stars on 45.

## Hitnotering
Het plaatje haalde nergens de eerste plaats. Ze werden dwarsgezeten door Boney M met Ma Baker.

### Nederlandse Top 40
Het plaatje was hier eerst alarmschijf.
| Positie: | 20 | 8 | 4 | 2 | 2 | 5 | 13 | 25 | 36 | 37 | uit |

### NederlandseNationale Hitparade
| Positie: | 27 | 13 | 7 | 2 | 2 | 5 | 10 | 17 | uit |

### BelgischeBRT Top 30
| Positie: | 14 | 4 | 2 | 2 | 2 | 4 | 3 | 8 | 15 | uit |

### VlaamseUltratop 30
| Positie: | 22 | 13 | 5 | 2 | 2 | 2 | 4 | 4 | 5 | 13 | 22 | uit |

### NPO Radio 2 Top 2000
What kind of dance is this stond alleen in 2000 in de NPO Radio 2 Top 2000, op plek 1873.